# Diego Haro
Diego Haro (1982. december 18. –) perui nemzetközi labdarúgó-játékvezető.

## Pályafutása
Játékvezetésből 2001-ben vizsgázott. A FPF Játékvezető Bizottságának (JB) minősítésével a Segunda División, majd 2009-től a Primera División játékvezetője. Küldési gyakorlat szerint rendszeres partbírói, majd 4. bírói szolgálatot végez. Primera División mérkőzéseinek száma: 114. (2009. február 22.–2016. május 29.)
| Időpont           | Helyszín                  | Mérkőzés típusa                   | Mérkőzés                   | Eredmény | Nézők száma |
| ----------------- | ------------------------- | --------------------------------- | -------------------------- | -------- | ----------- |
| 2009. február 22. | Maniche Stadion, Trujillo | első Primera División mérkőzése   | César Vallejo–CN Iquitos   | 1 – 1    | 4763        |
| 2016. május 29.   | Maniche Stadion, Trujillo | utolsó Primera División mérkőzése | César Vallejo–Alianza Lima | 0 – 0    | 4615        |

A Perui labdarúgó-szövetség JB terjesztette fel nemzetközi játékvezetőnek, a Nemzetközi Labdarúgó-szövetség (FIFA) 2013-tól tartja nyilván bírói keretében. A FIFA JB központi nyelvei közül a spanyolt beszéli. Több nemzetek közötti válogatott (Labdarúgó-világbajnokság, Olimpiai játékok), valamint Copa Libertadores és Copa Sudamericana klubmérkőzést vezetett, vagy működő társának partbíróként, majd 4. bíróként segített.
A 2015-ös U17-es labdarúgó-világbajnokságon a FIFA JB bíróként alkalmazta.
| Időpont           | Helyszín                       | Mérkőzés típusa              | Mérkőzés                            | Eredmény | Nézők száma |
| ----------------- | ------------------------------ | ---------------------------- | ----------------------------------- | -------- | ----------- |
| 2015. október 21. | Fiscal de Talca Stadion, Talca | csoportmérkőzés (D. csoport) | Belgium–Honduras                    | 2 – 1    | 4721        |
| 2015. október 25. | Központi Stadion, Concepción   | csoportmérkőzés (E. csoport) | Oroszország–Dél-afrikai Köztársaság | 2 – 0    | 13 759      |

A 2018-as labdarúgó-világbajnokságra a FIFA JB 2015-ben a lehetséges játékvezetők közé sorolta. Selejtező mérkőzést a COMNEBOL zónában irányított. 
| Időpont           | Helyszín                       | Mérkőzés típusa                 | Mérkőzés        | Eredmény | Nézők száma |
| ----------------- | ------------------------------ | ------------------------------- | --------------- | -------- | ----------- |
| 2016. március 29. | Agustín Tovar Stadion, Barinas | (2018 vb) előselejtező (6. kör) | Venezuela–Chile | 1 – 4    | 53 000      |

A 2016. évi nyári olimpiai játékokra a FIFA JB 4. bírói (tartalék) szolgálatra jelölte.